# Przybiernów
Przybiernów [pʂɨˈbjɛrnuf] (tiếng Đức: Pribbernow)  là một ngôi làng thuộc hạt Goleniów, West Pomeranian Voivodeship, ở phía tây bắc Ba Lan. Đó là chỗ ngồi của gmina (khu hành chính) được gọi là Gmina Przybiernów. Nó nằm khoảng 24 kilômét (15 mi)   phía bắc Goleniów và 41 km (25 mi) phía bắc thủ đô khu vực Szczecin.
Ngôi làng có dân số 1.700 người.